# Fritz Lange
Fritz Lange (Berlin, 1888. november 23. – Berlin, 1983. szeptember 16.) német politikus. Az első világháborúban 1917 és 1918 között katonaként vett részt. A második világháború előtt is politizált, közben ellenálló volt. 1950 és 1958 közt a Volkskammerben volt képviselő, 1954 és 1958 közt az NDK oktatási minisztere is volt.